# M4 (Republica Moldova)
M4 este o șosea în partea estică a Republicii Moldova, cu o lungime de 178 km. Drumul trece prin principalele orașe ale Transnistriei: Tiraspol, Dubăsari și Rîbnița până la granița cu Ucraina. În Ucraina, drumul este continuat de T 02 25 până la Pișceanca. M4 este de facto gestionat de regimul separatist din Transnistria. Ca urmare, Guvernul Republicii Moldova nu are nici un control asupra drumului.